# Илеоцекальный клапан
Илеоцекальный клапан (лат. valva ileocaecalis; синонимы Баугиниева заслонка) — структура, разделяющая тонкую и толстую кишки.

## Функциональность
Основная функция илеоцекального клапана соответствует его названию. Он пропускает химус из подвздошной кишки (последний отдел тонкой кишки) в слепую кишку (первый отдел толстой кишки), при этом не допуская попадания обсеменённого бактериями содержимого толстой кишки в тонкую.
Вне пищеварения илеоцекальный клапан закрыт, но через 0,5—4 минуты после приёма пищи каждую 0,5—1 минуту он открывается, и химус порциями до 15 мл поступает в толстую кишку. Раскрытие илеоцекального клапана происходит рефлекторно: перистальтическая волна подвздошной кишки повышает давление в ней и расслабляет илеоцекальный клапан. Повышение давления в слепой кишке увеличивает тонус илеоцекального клапана и тормозит поступление в слепую кишку содержимого подвздошной кишки. За сутки у взрослого человека в норме из тонкой в толстую кишку переходит 0,5—4,0 литра химуса.

## Анатомическая вариабельность
Со стороны слепой кишки отверстие подвздошной кишки обычно имеет вид горизонтальной щели длиной 25—28 мм, встречаются и округлые отверстия. Конечный участок медиальной (свободной) стенки подвздошной кишки над горизонтальной щелью называется верхней губой. Конечный участок латеральной стенки кишки под щелью — нижней губой.
Иногда тонкая кишка инвагинируется в слепую, заходя внутрь слепой кишки на 2,5—5 мм. Тогда такой участок называют илеоцекальное возвышение (лат. ileocaecus).

## Этимология
Название «илеоцекальный» происходит от лат. ileum — подвздошная кишка и caecus — слепая кишка; «клапан» — подчёркивает клапанную функцию.
Название «Баугиниева заслонка» — от фамилии швейцарского анатома и ботаника Каспара Баугина.
За рубежом илеоцекальный клапан иногда называют «Tulp’s valve» (рус. клапан Тульпа) — от фамилии описавшего его голландского хирурга Николаса Тульпа.
Также илеоцекальный клапан иногда называют «Варолиев клапан» — в честь итальянского анатома Костанцо Варолия.